# Apple Configurator
Apple Configurator（アップル・コンフィギュレーター）は、 Appleによって開発された、かつてのiPhone構成ユーティリティに代わるアプリケーションである。 2012年3月より、Mac App Storeで無料配付されている。かつてはApple Configurator 2という名称であった。
Apple Configuratorは、企業や教育機関のために大規模な、iOS（iPhone, iPod touch）、iPadOSデバイスとtvOS（Apple TV）デバイス、Apple T2チップを搭載したMacやAppleシリコンを搭載したMac向けに、プロファイルを構成することができる。IT管理者によるリモート管理を提供し、多数のデバイスにわたる標準構成とソフトウェアのセットアップと保守を支援するソフトである。
また、Apple T2チップやAppleシリコンを搭載したMacのmacOS復元にも利用できる。
#macOS復元にはmacOS Sonoma 14以降を搭載した別のMacがあれば、Apple Configuratorは不要である。